# New Waverly (Teksas)
New Waverly je grad u američkoj saveznoj državi Teksas. Prema popisu stanovništva iz 2010. u njemu je živjelo 1.032 stanovnika.